# Les Tavernes
Les Tavernes is een voormalige gemeente in het Zwitserse kanton Vaud.
De plaats telt 125 inwoners.

## Geschiedenis
Voor 2008 maakte de gemeente deel uit van het toenmalige district Oron. Op 1 januari 2008 werd de gemeente deel van het nieuwe district Lavaux-Oron.
Op 1 januari 2012 fuseerde de gemeente met de gemeentes Bussigny-sur-Oron, Châtillens, Chesalles-sur-Oron, Ecoteaux, Oron-la-Ville, Oron-le-Châtel, Les Thioleyres, Palézieux en Vuibroye tot de nieuwe gemeente Oron.
- Historisch woordenboek van Zwitserland: 002569
- Virtual International Authority File: 248733462
- WorldCat: E39PBJyrYdxc4HqYdqyHbxcByd